# الإسلام في البيرو
بيرو دولة ذات أغلبية مسيحية، يشكل المسلمون أقلية ضئيلة. يتمتع المسلمون بحرية الدعوة وبناء المساجد في البلاد. تقدر الإحصائيات أن عدد المسلمين يبلغ 15000 نسمة، معظمهم في العاصمة ليما. هذا يمثل 0.015٪ من إجمالي عدد السكان البالغ 32555000 نسمة.
وصل الإسلام إلى البيرو عن طريق الموريون على الرغم من أن المسلمين اليوم من أصل سوري ولبناني وفلسطيني.

## دخول الإسلام إلى بيرو
اختلف المؤرخون في رصد البدايات الأولى للوجود العربي والإسلامي في دول أمريكا الجنوبية واللاتينية، ومنها البيرو، إلا أن هناك قرائن تثبت أسبقية ذلك الوجود، وجملة هذه القرائن تثبت أن المسلمين عرفوا العالم الجديد قبل اكتشافه من قبل كولمبوس بنحو أربعة قرون تقريباً، حيث ترجّح بعض المصادر والمراجع أن العرب والمسلمين عرفوا العالم الجديد في أوائل القرن الثاني عشر الميلادي، وبالتحديد ما بين عامي 1100 و1150م، فيما كانت بداية حركة الكشوف الجغرافية الغربية للعالم الجديد في عام 1490.
كان وصوله مبكرا مع بداية الاستيطان الأسباني في بيرو، وذلك بوصول المسلمين الأندلسيين (المورسكيين) ووصل هؤلاء مع استعمار الأسبان لبيرو، وأثروا في المزيج الحضاري الذي ظهر في بيرو فيما بعد، لهذا تأثر أدباء بيرو بالحضارة الإسلامية الأندلسية، وظهر هذا فيما كتبه (دون ريكاردو بالما) خصوصا قصته المشهورة بعنوان (افعل الخير ولا تبال)، وتأثر في قصته بالأخلاق العربية، فكانت القصة من واقع حياة الأمير إبراهيم جد مروان الثاني، وتأثير هذه الموجة الضعيفة كان حضاريا محضا.
ولكن الوصول الفعلي للإسلام تأتى من هجرة المسلمين إلى بيرو، بعد استقلالها في نهاية القرن التاسع عشر الميلادي، عندما هاجر إليها عدد من العرب خصوصا من بلاد الشام، وكانوا يحملون جوازات سفر تركية، ولذلك أطلق عليهم الأتراك، وعمل أغلبهم في الزراعة، وهناك عدد اشتغل بالتجارة خصوصا تجارة الأقمشة، وكان من بينهم العديد من المهاجرين المسيحيين، والآن يمتلك هؤلاء العديد من مصانع الغزل والنسيج وبيوت التجارة ووصلت إليها هجرة من مسلمي الصين وقدر عددهم حوالي 500 مسلم في سنة 1908م ويوجد في بيرو حاليا أكثر من (1200) مسلم، ورغم قلة العدد إلا أن تأثير المسلمين في البلاد يفوق حصتهم العددية، وحالتهم المادية جيدة ومعظم هذا العدد من الأقلية المسلمة من بلاد الشام خصوصا من فلسطين، من أسرة حميدة، وهنالك القليل من المواطنين الذين اعتنقوا الإسلام، هذا إلى جانب المسلمين الصينيين والغالبية تحترف التجارة، ويمتلك أحد أفراد الجالية فندقا في وسط العاصمة ليما، وهو فندق دمشق، يمتلكه الأخ وصفي عبده، وهو رئيس الجالية المسلمة ببيرو، وهذا الفندق مركز اجتماعات الجالية المسلمة.
ومن أبرز شواهد الوجود الإسلامي في البيرو الطابع المعماري الأندلسي الذي يميّز مساكن العاصمة ليما، حتى يخيّل لك وأنت تتجول في شوارعها أنك في قرطبة أو أشبيلية.
لقد أرسى المسلمون أسس حضارتهم وظهر تأثيرهم بجلاء في أساليب البناء وفنون العمارة، وفي النظم الاجتماعية، بل حتى في طريقة اللباس وأسلوب الطعام.. ليزداد العمق الإسلامي وجوداً مع فترة الهجرات العربية والإسلامية إلى العالم الجديد عقب انهيار الدولة العثمانية في بداية القرن العشرين، وليتضاعف مع احتلال فلسطين عام 1948 وتهجير أهلها قسراً، ليتركز المسلمون بشكل مكثف في العاصمة ليما.

## مناطق المسلمين
يعيش المسلمين في العاصمة ليما، والبعض الآخر في المدن الرئيسية في بيرو، وهناك جاليات مسلمة من سوريا ولبنان خارج العاصمة.
لهم مسجد صغير تقام فيه الصلوات الخمس والجمعة وصلاة العيدين، ومعظم المسلمين يقطنون العاصمة ليما والبعض منهم في المدن الرئيسة، ولكن رغم قلة المسلمين في بيرو فإن تأثيرهم في البلاد يفوق حجمهم، حيث إن لهم علاقة طيبة مع السفارات العربية والأجنبية كما لهم مكانة عند الأحزاب السياسية والمنظمات الحقوقية بالإضافة إلى صداقتهم مع جميع الطوائف النصرانية واليهودية ومع المحطات الإعلامية المحلية منها والوطنية، لهذا فتحت لهم إذاعة ليما أبوابها وخصصت لهم ساعات يومية باللغة العربية، تذاع من خلالها موضوعات تعرّف بالإسلام والمسلمين كما تقدم وسائل الإعلام في بيرو بين الحين والاخر برامج عن الإسلام والمسلمين، وبخاصة في المناسبات الدينية مثل شهر رمضان وعيد الفطر والأضحى، وشعب بيرو وحكومته يحترمون العرب والمسلمين إلى درجة أن المرأة عندهم تفتخر بأنها تشتغل مع أسرة مسلمة.

## تحديات ومخاطر
الوجود الفعلي للمسلمين في بيرو بدأ سنة 1920م كما هاجر العديد من المسلمين الصينيين وقدر عددهم سنة 1908 بما يزيد على 600 مسلم، ولكن عندما قامت الجمعية بإحصاء بسيط وجدنا أن ما يزيد على 1450 مسلمًا تنصروا وذابوا في المجتمع نظرًا لقلة المساجد والمدارس والدعاة، وما تبقى من المسلمين حاليًا يقدر عددهم بحوالى 1500 شخصًا.
رغم تلك الأسبقية في الوجود على أرض البيرو، إلا أن المسلمين يتعرّضون لخطر حملات التنصير التي لا تهدأ في محاولة منها لتضييع الهوية الإسلامية لمسلمي البيرو.
وتؤكد بعض الإحصائيات أن أكثر من ألف مسلم في البيرو يتحولون عن الإسلام بفعل الحملات التنصيرية التي تستهدفهم.
ويرجع نجاح عمليات تنصير المسلمين إلى قلة عدد المساجد والمدارس والدعاة والمؤسسات الإسلامية، التي تحاول أن تجد حلولاً لمشكلاتهم الاجتماعية والدينية. ومن غرائب الأمور أن المسلمين في البيرو يدفنون موتاهم في مقابر النصارى؛ نظراً لعدم وجود مقابر مخصصة للمسلمين، وهي مشكلة تُظهر عمق التحديات وحقيقة المخاطر التي يواجهها المسلمون هناك (أحياء وأمواتاً).
ويضاف إلى ذلك عدم وجود دعاة عرب ومسلمين يتحدثون الإسبانية ليكونوا قادرين على التواصل مع مسلمي البيرو، وتثبيت عقيدتهم. ويعاب على الدول العربية والإسلامية والمنظمات الإسلامية قلة الاهتمام بمسلمي البيرو وتقصيرهم في الدفاع عنهم.

### تأثير يفوق الحجم
رغم قلة عدد المسلمين في البيرو حيث يشكلون أقل نسبة لمجتمع إسلامي في أي دولة غربية إلا أن لهم تأثيرًا كبيرًا سواء على الصعيد الاقتصادي أو السياسي، لكن في نفس الوقت تواجههم العديد من المشكلات مثلهم مثل أي مجتمع مسلم في بلاد الاغتراب.
ورغم كل المعوقات، إلا أن واقع الحال يشير إلى نقطة إيجابية، فرغم أن معظم المسلمين يقطن العاصمة ليما، ورغم قلة عددهم؛ إلا أن “تأثيرهم يفوق حجمهم”، حيث تجمعهم علاقة طيبة مع ممثلي الدول العربية والأجنبية، كما أن لهم مكانة عند الأحزاب السياسية والمنظمات، إضافة إلى صداقتهم مع جميع الطوائف الدينية الأخرى؛ ولهذا فقد خصصت السلطات لهم ساعات بث يومية باللغة العربية على إذاعة ليما؛ وذلك للتعريف بالإسلام. كما أن وسائل الإعلام هناك تقدم بين وقت وآخر برامج إعلامية عن الإسلام والمسلمين، خاصة في المناسبات الدينية؛ كمناسبة شهر رمضان، وعيدي الفطر والأضحى.

## الحالة الاقتصادية
ويتمتع مسلمو البيرو بحالة اقتصادية جيدة، فمعظمهم يملكون محال تجارية، والآخرون لديهم استثمارات صناعية ضخمة، خاصة في صناعات الغزل والنسيج والسياحة. كما يملك أحد المهاجرين فندقًا ضخمًا وسط العاصمة ليما.

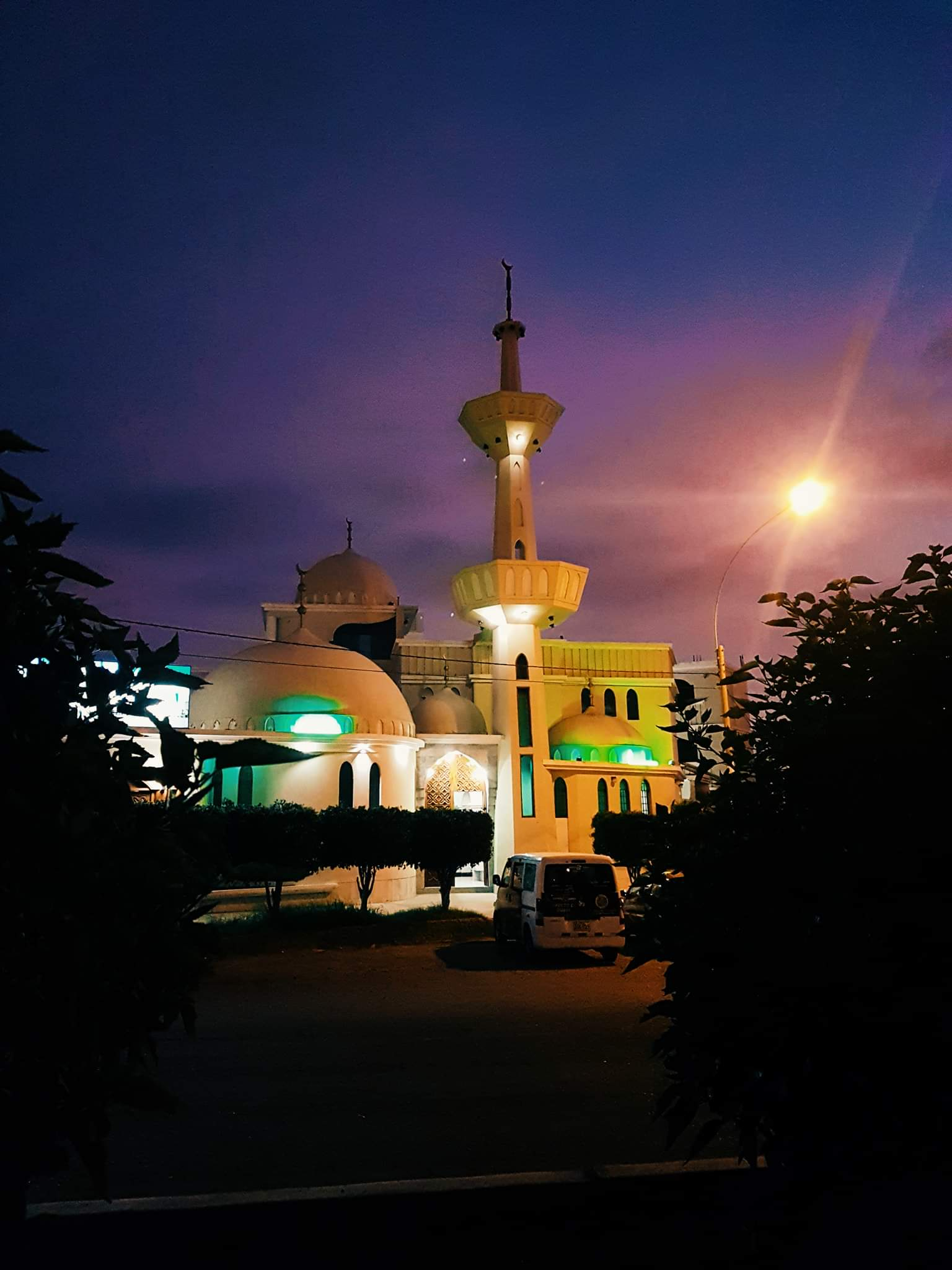
مسجد باب الإسلام

وينشط المسلمون من ذوي الأصول الباكستانية في تجارة السيارات المستعملة بمدينة “تاكنا” جنوبي البيرو، وقد استقر معظمهم في المدينة، وحرصوا على إيجاد مسجد لهم يعرف بمسجد باب الإسلام، والذي يبدو أنه قد حاز من اسمه نصيباً، حيث حرص منشئوه على جعله بوابة لنشر الدعوة والثقافة الإسلامية.

## المنظمات الإسلامية
يوجد في بيرو مركز إسلامي في العاصمة ليما ملحق به مدرسة إسلامية، كما يوجد معهد للدراسات الإسلامية في ليما عاصمة البلاد، وبعض النوادي التي أنشأتها كل جماعة تنتمي إلى قطر معين، والنشاط الإسلامي محصور في إذاعة ساعة يومية باللغة العربية، وساعة يوم الجمعة من كل أسبوع تذاع فيها مواد إسلامية، وتبث هذه البرامج من إذاعة ليما، مقابل مبلغ سنوي تدفعه الجالية المسلمة، ولقد زارت وفود عديدة من المملكة العربية السعودية المسلمين في بيرو منهم وفود من رابطة العالم الإسلامي، والندوة العالمية للشباب الإسلامي، والجامعة الإسلامية، ورئاسة إدارة البحوث العملية والإرشاد، وساعدتهم هذه الوفود على إقامة الجمعيات الإسلامية.
وينتاب القلق أفراد الجالية المسلمة في بيرو بسبب خوفهم على مستقبل إسلام أبنائهم، والأمر يتطلب دعاة لتبصير أبناء الجالية بدينهم وتعليمهم قواعد الإسلام، وهم في حاجة إلى مدارس إسلامية، وكتب إسلامية باللغة الأسبانية، وهي لغة البلاد الرسمية وإذا أمكن إرسال بعض الدعاة الذين يجيدون الإسبانية، وهناك قابلية عظيمة عند أهل البلاد لاعتناق الإسلام، ومن الأمور المشجعة صداقة شعب بيرو للدول الإسلامية، كما أن الصحافة ووسائل الإعلام تتعاون مع الجالية المسلمة، ولقد انكمش نفوذ اليهود ببيرو، وقدمت وسائل الإعلام في البلاد بعض البرامج عن مكة المكرمة، وللسكان اهتمام بالحضارة الإسلامية، وهذه فرص مواتية لنشر الدعوة ودعم الأقلية المسلمة. والهيئات الإسلامية هي الجمعية الخيرية الإسلامية، والاتحاد الإسلامي، وتوجد في بيرو الجمعية الخيرية الإسلامية في ليما العاصمة، والمجتمع المسلم في ليما أيضا.

### الجمعية الإسلامية في ليما
أنشئت الجمعية الإسلامية في ليما عام 1988م وتقوم بدور دعوي كبير في بيرو، حيث تتولى مسؤولية حماية المسلمين، والدعوة إلى الإسلام، وتوفير سبل الدعم كافة لمساعدة المسلمين، وبخاصة من سلك منهم طريق الدعوة إلى الإسلام، بشكل لا يخل بقوانين الدولة، وفي نفس الوقت يساعد رجال الدعوة الإسلامية على القيام بمسؤولياتهم تجاه المسلمين، وتجاه محاولة اجتذاب مسلمين جدد من مواطني بيرو.